# Un plat résistant
Un plat résistant (Cat-Tails for Two) est un cartoon réalisé par Robert McKimson et sorti en 1953. C'est le premier cartoon où apparaît Speedy Gonzales.

## Fiche technique
- Titre original : Cat-Tails for Two
- Titre français : Un plat résistant
- Réalisation : Robert McKimson
- Scénario : Ted Pierce
- Production : Warner Bros.[2]
- Série : Merrie Melodies
- Musique : Carl W. Stalling
- Voix : Mel Blanc[3].
- Durée : 6 minutes
- Date de sortie : 29 août 1953[4]